# Trachypholis hispidum
Trachypholis hispidum là một loài bọ cánh cứng trong họ Zopheridae. Loài này được Weber miêu tả khoa học năm 1801.